# Oscar Monteiro Torres
Oscar Monteiro Torres, né le 26 mars 1889 à Luanda en Angola, est l'un des rares pilotes portugais à avoir servi au sein d'une escadrille de chasse en France pendant la Grande guerre.  Il a été le premier aviateur militaire portugais tué au combat.

## Biographie
À l'âge de 11 ans, il intègre le collège militaire à Lisbonne et rejoint par la suite l'école militaire jusqu'en 1909 où il termine sa formation dans la cavalerie. En 1910, il effectue son service militaire en Angola.
Républicain convaincu, il défend la participation du Portugal à la Grande guerre aux côtés des alliées. Cette prise de position lui impose d'aller en Angleterre, où il sera appelé par le colonel Norton de Matos en 1915.
Il est alors intégré au détachement aérien et devient l'un des organisateurs de l'École d'aviation de Vila Nova da Rainha (pt).
En février 1916, accompagné de António Maya et d'Alberto Lello Potella, il reçoit une formation de vol à Hendon, Grande-Bretagne.
Ayant acquis son brevet de pilote en Angleterre, il est l'un des aviateurs du Corps expéditionnaire portugais à avoir été envoyé en France pendant la Première Guerre mondiale. Il est alors intégré à l'Escadrille des Cigognes sur la base de Soissons, équipée de SPAD VII.
Il est finalement abattu le 19 novembre 1917 et décède le lendemain à l'hôpital militaire de Laon.
Lors de ce combat aérien, il réussit à abattre 2 Halberstadt.
Il est dans un premier temps enterré par les Allemands, avec les honneurs militaires dans le cimetière de Laon. Et le 22 juin 1930, des obsèques nationales lui sont rendues.

## Hommage
Le président António José de Almeida en compagnie de la femme d'Oscar Monteiro et de sa fille lui rendirent hommage.
Ils furent accompagnés par le Chef du Gouvernement Carlos Maia Pinto, le ministre de la Guerre Soares Freitas et de responsables de l'école de l'aviation militaire.
- Une avenue de Lisbonne porte son nom.

## Sources
- (pt) Edgar Pereira da Costa Cardoso, História da Força Aérea Portuguesa, Ed. Cromocolor, Lisbonne
- (pt) História de Portugal, Dicionário de Personalidades, Volume XX, Ed. Quidnovi, 2004
- (pt) Dans la revue Portugal na Guerra, 1917, Paris, année 1, No 3
- (pt) Dans la revue  Ilustração Portuguesa, 3 décembre 1921, page 428
- (pt) Dans la revue Ilustração Portuguesa, 28 juin 1915, page 831